# Guido-Horst Huhn
Guido-Horst Volkmar Rudolf Huhn (* 5. April 1910 in Oberhausen; † 29. Januar 1991 in Dobel) war ein deutscher SS-Hauptsturmführer und Teilkommandoführer des Einsatzkommandos 5 der Einsatzgruppe C.

## Leben
Sein Vater war Redakteur in Oberhausen, später in Zweibrücken und schließlich in Eberswalde bei Berlin. Huhn besuchte zunächst vier Jahre lang eine Gymnasial-Vorschule und anschließend in Eberswalde und Berlin das humanistische Gymnasium. Im Jahre 1930 bestand er das Abitur. Anschließend studierte er an der Universität Bonn und der Humboldt-Universität zu Berlin sechs Semester Rechtswissenschaften. Im Jahre 1934 gab er das Studium auf, nach seinen Angaben, weil nach dem Tode beider Eltern die Fortsetzung des Studiums aus finanziellen Gründen nicht möglich war. Nach dem Abbruch des Studiums blieb er in Berlin, wo er eine Anstellung als kaufmännischer Angestellter bei der National-Krupp-Registrierkassen GmbH in Berlin-Neukölln erhielt.

### Berufliche Laufbahn
Am 1. März 1939 wurde er als Kriminalkommissaranwärter bei der Kriminalpolizeileitstelle Berlin eingestellt. Am 17. November 1939 beantragte er die Aufnahme in die NSDAP und wurde zum 1. Dezember desselben Jahres aufgenommen (Mitgliedsnummer 7.311.815). Huhn nahm dann auf der Führerschule in Berlin-Charlottenburg an einem Kriminalkommissaranwärterlehrgang teil. Den Teilnehmern des Lehrgangs wurde mit Nachdruck nahegelegt, den Antrag auf Aufnahme in die SS zu stellen. Im Jahre 1939/1940 wurde er unter der Mitgliedsnummer 396176 in die SS aufgenommen. Mit bestandener Kriminalkommissarprüfung wurde er zum SS-Untersturmführer ernannt. Zusammen mit einem Teil der Lehrgangsteilnehmer kam er zunächst zur Schulung nach Bad Schmiedeberg und anschließend zur Grenzpolizeischule in Pretzsch. Bei der Aufstellung der Einsatzkommandos dort wurde er dem Einsatzkommando 5 zugeteilt. Huhn nahm am Massenmord in Taraschtscha teil.
Anfang Oktober 1941 kehrte er nach Berlin zurück. In Berlin wurde im Wintersemester 1941/1942 die Ausbildung auf der Führerschule in Berlin-Charlottenburg fortgesetzt. Als Abschluss dieser Ausbildung legte er das Examen ab, das der ersten juristischen Staatsprüfung gleichstand. Nach diesem Examen wurde er im Frühjahr 1942 zum Reichssicherheitshauptamt Amt VI (Auslandsnachrichtendienst) versetzt. Huhn war dort mit Aufgaben für das „SS-Sonderkommando Zeppelin“ befasst. Seine Aufgabe war es, deutschfreundliche russische Kriegsgefangene als Saboteure und Agenten zum Einsatz hinter den russischen Frontlinien auszubilden. Zu diesem Zweck wurde er in das Ausbildungslager Auschwitz abgeordnet, nachdem er am 1. September 1942 zum SS-Obersturmführer ernannt worden war. Von etwa Ende 1942 bis April 1943 war er Kommandant des sogenannten „Vorlagers Auschwitz“. Nach der Beendigung dieses Auftrages leitete Huhn in den Monaten März bis Ende April 1944 ein anderes Lager im Rahmen des „Unternehmens Zeppelin“.
Anschließend wurde seine Tätigkeit im „SS-Sonderkommando Zeppelin“ unterbrochen. Im Zuge der für die Anwärter des leitenden Dienstes vorgesehenen Ausbildung kam er für vier Monate zur Dienstleistung zu dem Regierungspräsidenten in Oppeln. Im Anschluss an diese Ausbildung bestand er die dem großen juristischen Staatsexamen gleichgestellte Abschlussprüfung und wurde am 9. November 1944 zum Regierungsassessor ernannt.
Gegen Kriegsende machte Huhn von Oppeln aus den Rückzug der deutschen Truppen mit und kam in der Gegend von Schwerin in amerikanische Kriegsgefangenschaft. Es gelang ihm jedoch alsbald, aus der Kriegsgefangenschaft zu entfliehen. Zu dieser Zeit besaß er Personalpapiere, die ihn als Dr. Guido Salisi auswiesen.

### Nachkriegszeit
Im Sommer 1945 bewarb sich Guido-Horst Huhn unter dem Namen Salisi bei der Stadtverwaltung Düsseldorf und wurde als wissenschaftlicher Angestellter (Schlichter beim Wohnungsamt) angestellt.
Im Mai 1947 wurde Huhn, nachdem sich der Verdacht ergeben hatte, dass er als Kriegsverbrecher unter falschem Namen lebte, festgenommen und von den Besatzungsbehörden in ein Internierungslager eingeliefert, aus dem er im April 1948 unter Einstufung in die Gruppe IV entlassen wurde. Im Zusammenhang mit seiner Tätigkeit bei der Stadt Düsseldorf wurde im September 1948 gegen ihn ein Strafverfahren wegen Urkundenfälschung, Betrug zum Nachteil der Stadt Düsseldorf, mittelbarer Falschbeurkundung und unberechtigter Titelführung eingeleitet. Das Verfahren wurde durch Urteil des Landgerichts Düsseldorf vom 26. September 1951 auf Grund des Straffreiheitsgesetzes vom 31. Dezember 1949 eingestellt. Im Übrigen wurde Huhn mangels Beweisen freigesprochen.
Nach dem Abschluss des Strafverfahrens arbeitete er zunächst als Bauarbeiter, später als Angestellter bei einer Textilfirma, dann als leitender Angestellter bei einer Werkzeugfirma und schließlich als Leiter der Rechtsabteilung der Firma Schulz & Co. in Düsseldorf. Bei dieser Firma, die Schreib- und Büromaschinen vertrieb, war er von 1955 bis 1965 tätig. Er verlor seine Anstellung bei der Firma Schulz KG durch den Konkurs des Unternehmens. Anschließend war er bei einem Kreditinstitut tätig, das mit der Abwicklung des Konkurses befasst war. Seit dem Jahre 1965 arbeitete er in Düsseldorf als Kraftfahrer. Vom 27. bis 29. April 1960 und vom 6. Mai 1960 bis 28. November 1962 befand er sich in Untersuchungshaft. Am 5. August 1966 wurde er vom Landgericht Düsseldorf wegen Beihilfe zum Mord in drei Fällen zu einer Gesamtstrafe von 7 Jahren Zuchthaus verurteilt. In dem nun folgenden Urteil vom 30. Oktober 1968 wurde Huhn zu sechs Jahren und zur Aberkennung der bürgerlichen Ehrenrechte für die Zeit von fünf Jahren verurteilt. Ende April 1970 setzte die 10. Strafkammer des Landgerichts die Vollstreckung der Strafe für die Dauer von drei Jahren zur Bewährung aus.